# Ernst Joseph Lexis
Ernst Joseph Lexis (* 12. Juli 1808 in Eschweiler; † 17. Februar 1884 in Bonn) war ein deutscher Arzt und Politiker.

## Leben
Als Sohn eines Arztes und Eschweiler Bürgermeisters geboren, studierte Lexis nach dem Besuch des Gymnasiums in Eschweiler Medizin in Bonn. Während seines Studiums wurde er 1829 Mitglied der Alten Bonner Burschenschaft. Er wurde zum Dr. med. promoviert und arbeitete seit 1834 als praktischer Arzt in Eschweiler. Er war als Wundarzt, Geburtshelfer und Knappschaftsarzt des Eschweiler Bergwerks-Vereins, ab 1851 auch als Impfarzt tätig, wofür er später die Silberne Impf-Medaille erhielt. Während einer Choleraepidemie 1866 rettete er viele Leben, das seiner Frau konnte er jedoch nicht retten.
Politisch war er sehr aktiv, so wurde er Mitglied des Eschweiler Gemeinderats und zeitweise beigeordneter Bürgermeister. Von 1858 bis 1868 war er Abgeordneter im Rheinischen Provinziallandtag. 1859/60 wurde er kommissarischer Erster Bürgermeister von Eschweiler.
1873 ging er in den Ruhestand und verbrachte seinen Lebensabend in Bonn.
Sein Sohn war der Mathematiker und Nationalökonom Wilhelm Lexis.